# Plongée (image)
Pour les articles homonymes, voir Plongée.
Ne doit pas être confondu avec Contre-plongée.

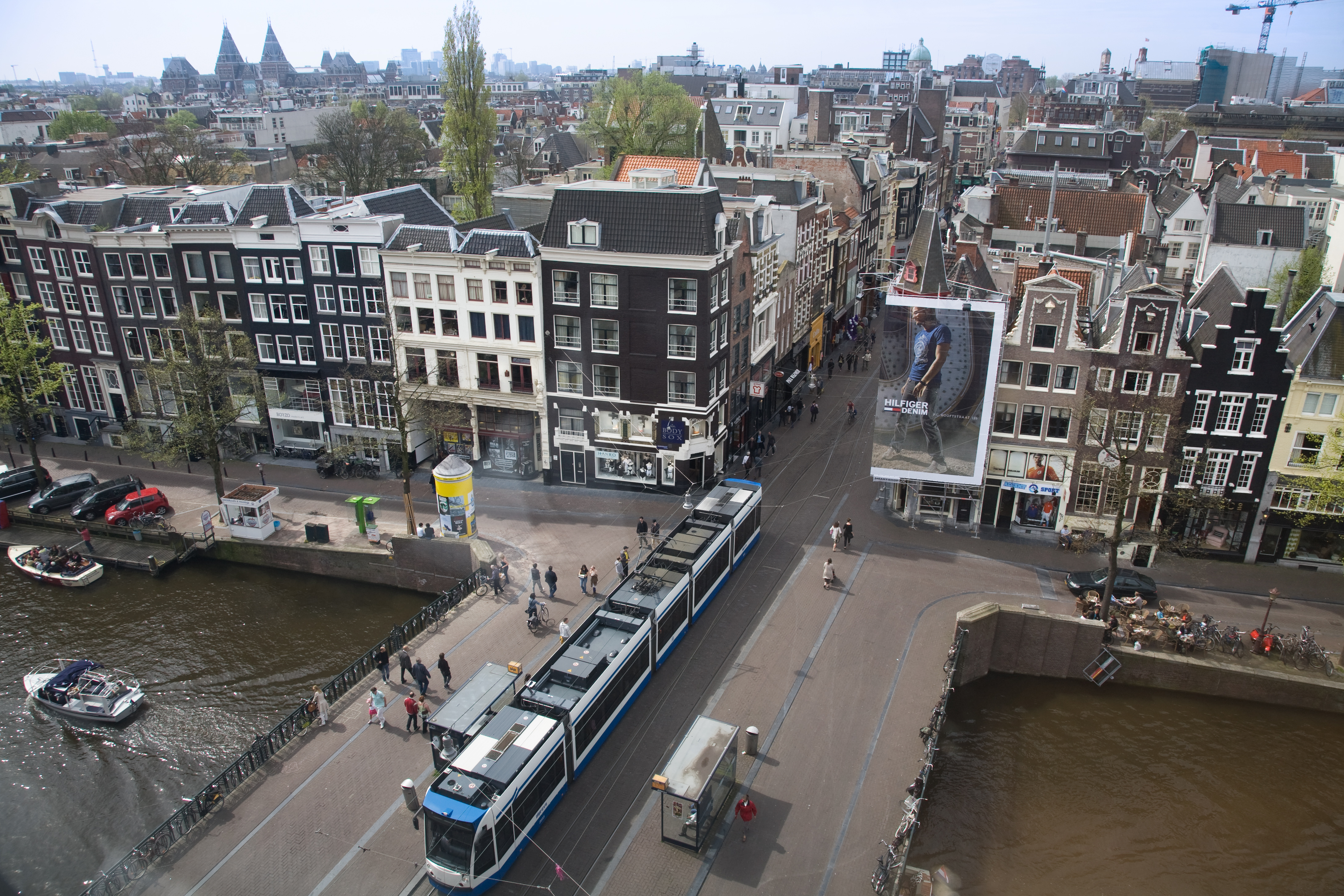
Le Keizersgracht d'Amsterdam vu en plongée.

La plongée, en cinéma (en anglais high-angle shot, prise de vue d'angle haut), est une représentation dont le point de vue est situé au-dessus du sujet. L'axe de la perspective n'est pas horizontal mais en pente descendante. La plongée verticale  ou totale est la prise de vue directement au-dessus du sujet.

## Vues d'ensemble

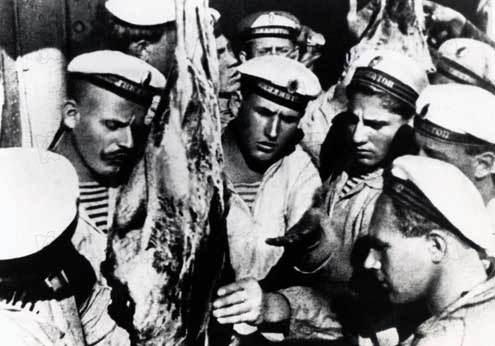
Eisenstein, Cuirassé Potemkine : fermeture de l'espace par une plongée accentuée.

La peinture et la photographie ont adopté le terme du cinéma. Les premières « vues plongeantes » ou « cavalières » ou « à vol d'oiseau » appartiennent au domaine de la topographie et, pour la photographie, à la photographie aérienne, dont Nadar fit en 1858 les premiers essais en ballon. La plongée s'utilise fréquemment aux mêmes fins pour montrer, depuis une position élevée, la position des joueurs dans une rencontre sportive, celle des armées dans une bataille, la disposition des lieux dans un plan d'ensemble.
Dès que la plongée est suffisamment accentuée pour que l'horizon sorte du cadre, la plongée enferme la vue dans un cadre d'autant plus étroit que l'angle est abrupt. Exagérée, elle raccourcit le sujet dans le sens de la hauteur avec un effet de tassement. Les personnages debout perdent la forme humaine. Les damnés dans les peintures du Jugement dernier sont quelquefois vus en plongée, puisqu'on se représente traditionnellement l'Enfer en bas, sous terre.

## Personnages vus en plongée

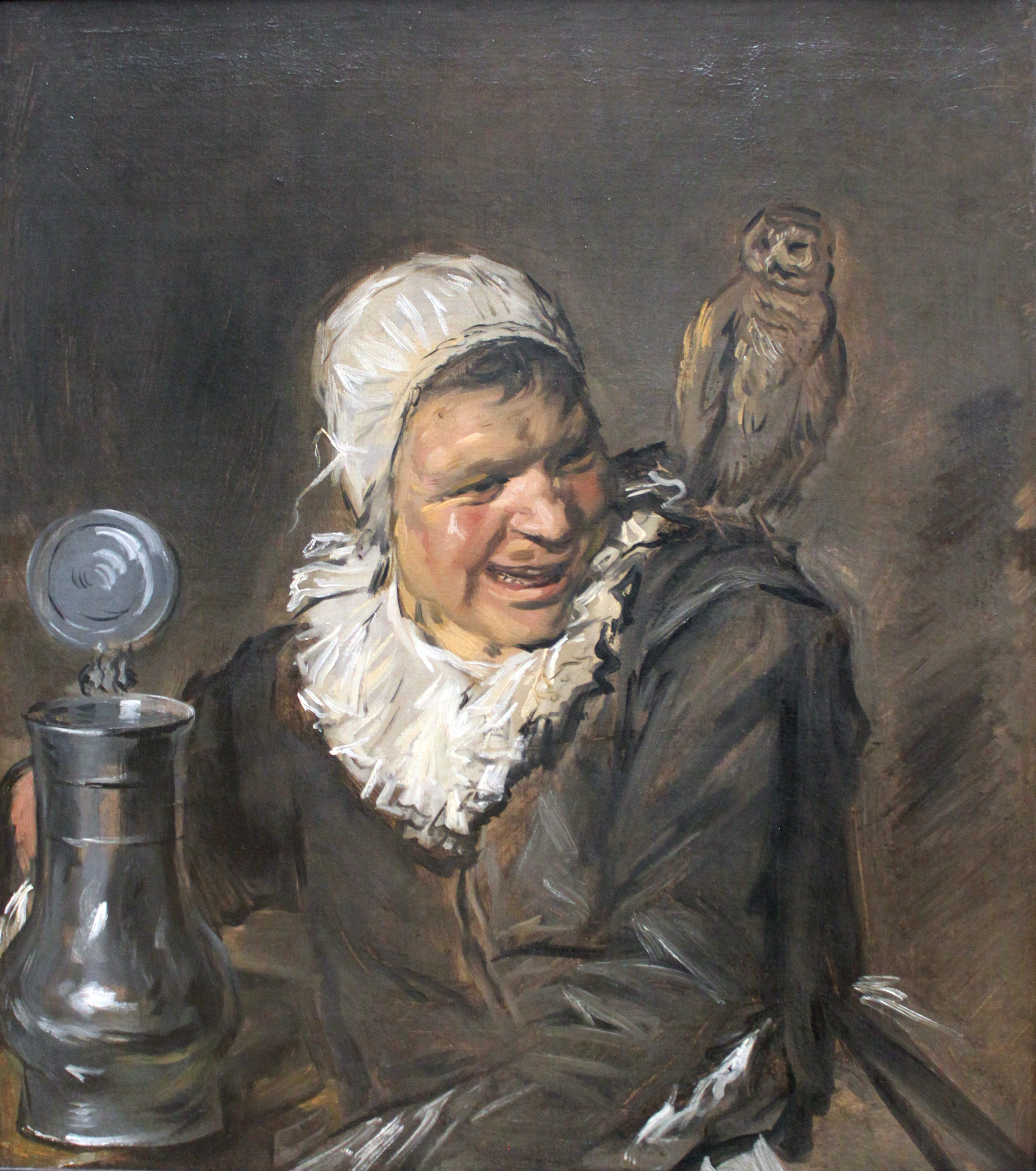
Portrait de Malle Babbe par Franz Hals (1634). La légère plongée atténue l'aspect inquiétant de la folle.

On représente normalement les personnages selon un angle de vue approximativement horizontal. La plongée est un effet, employé avec une intention dramatique. On place le spectateur en position supérieure, ce qui inhibe son agressivité et rend, en général, le personnage inoffensif ou sympathique. Dans la peinture, jusqu'à la fin du XIXe siècle, le tableau est une fenêtre verticale sur le monde, traversé par la ligne d'horizon dont on n'admet pas l'absence. Les parties situées en dessous de cette ligne sont vues en plongée, d'autant plus qu'elles sont proches. Quand l'horizon se situe dans la partie haute du tableau, et que le sujet principal est en dessous, on estime que la vue est en plongée. Raphaël a représenté des saintes sous un angle légèrement plongeant, accentué par leur attitude, tête baissée.
En photographie et au cinéma, la plongée montre le décolleté des femmes et évite la proéminence du nez de près, à la courte focale. Le selfie, autoportrait à courte distance et courte focale, est le plus souvent pris en légère plongée. La position de vue supérieure, qu'on connaît lorsqu'on rend visite à une personne assise ou debout, peut aussi correspondre à un plan subjectif ou à une allusion érotique.

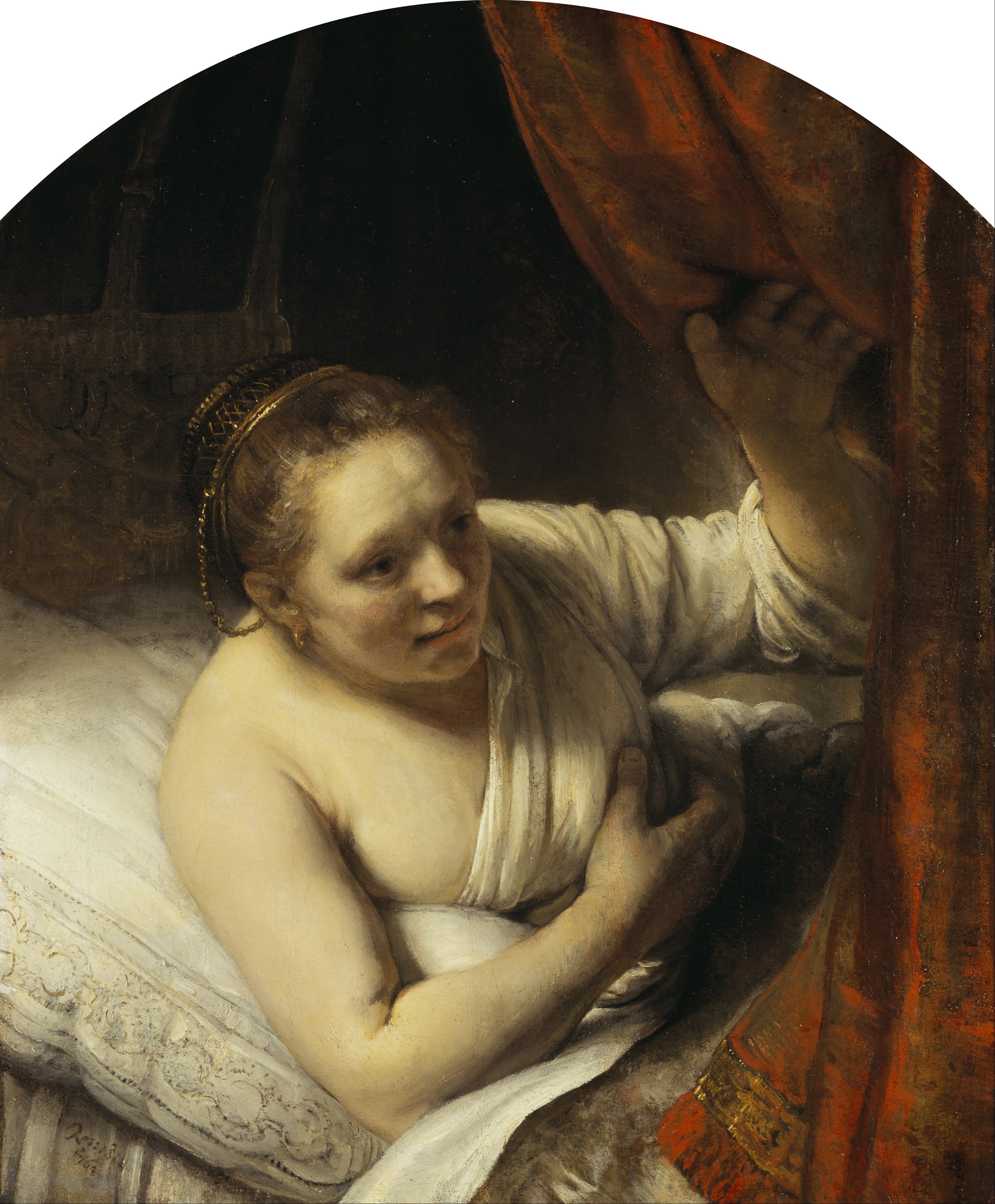
Rembrandt, Femme dans son lit.
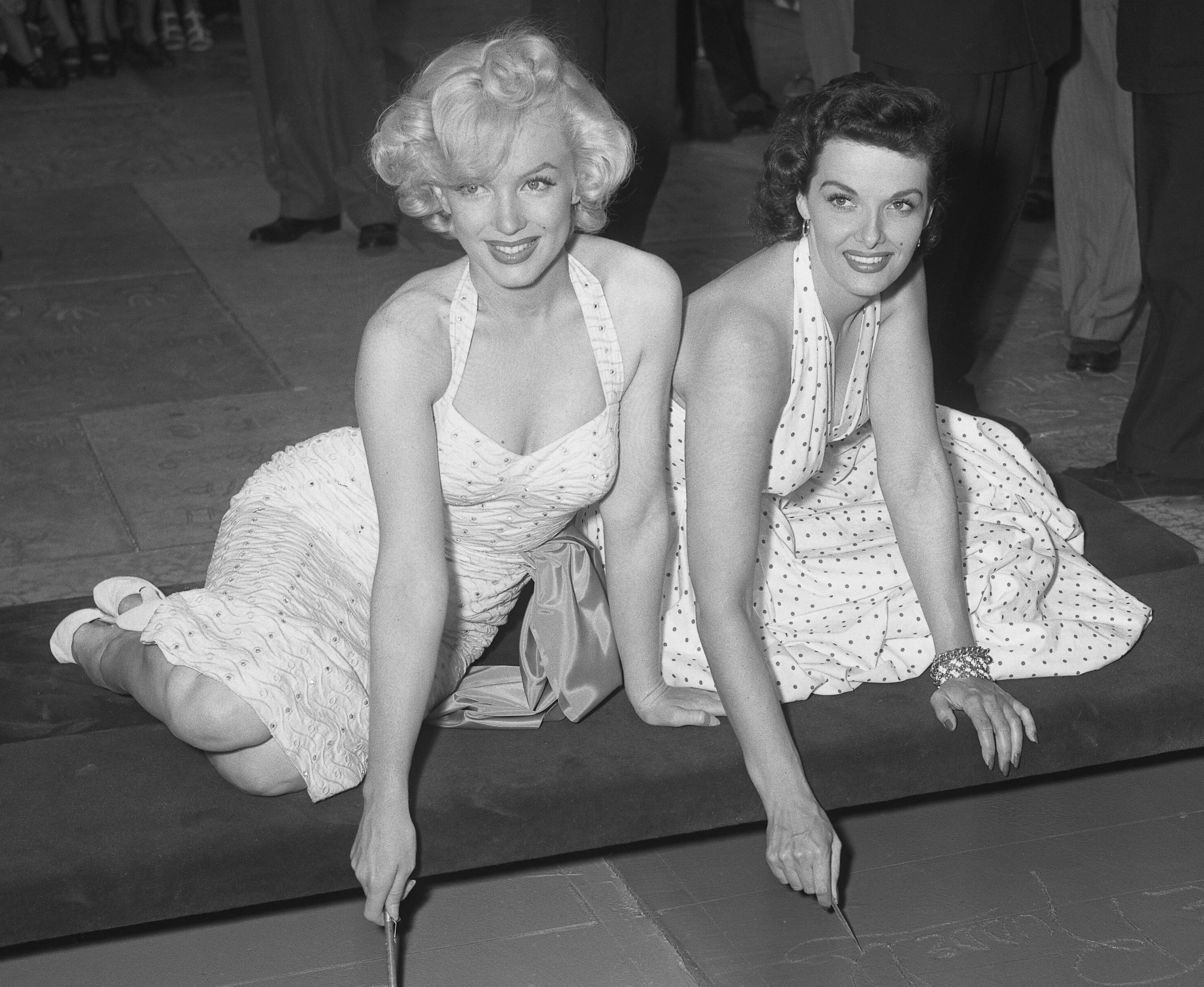
Marilyn Monroe et Jane Russell (1953).

Dans les codes du cinéma et de la photographie, la  forte plongée est réputée diminuer le personnage, le rendre pitoyable. On présente classiquement le personnage en plongée, alors qu'il est en danger, pour accentuer son triomphe dans la suite de la séquence. Toutefois « un cinéma qui s'enfermerait [dans ce procédé de connotation] serait vite voué à la sclérose ».
Les grues permettent d'élever la caméra  pour une prise de vues en plongée ; à défaut, les machinistes installe un ou plusieurs praticables où sont hissés aussi bien le cadreur que sa caméra.

## Mouvements
La vision humaine est plus sensible aux mouvements qu'aux formes. Le déplacement dans l'image transforme complètement l'effet de la plongée. Au cinéma, dans l'action, la plongée intensifie les mouvements ascendants, qui se dirigent alors vers le spectateur. Le filmage des fusées au décollage comporte presque toujours le plan en plongée durant lequel l'engin s'ébranle sort du champ. La vue en plongée, mouvement ascendant vers le spectateur, se raccorde à une vue en contre-plongée où le mouvement se poursuit, dans une variante oblique du raccord champ-contrechamp. Les mouvements descendants en forte plongée sont, réciproquement, des conclusions, à moins qu'ils ne raccordent sur une entrée de champ en contre-plongée, qui leur donne un aboutissement et une suite.
« Lorsque les Jets de West Side Story, réalisé par Robert Wise [...] sautent en l’air en direction du regard des spectateurs, la caméra est placée en plongée totale à 90° [...] cette plongée magnifie le groupe de danseurs. Ce plan, qui est l’un des plus beaux du film, et le plus étonnant, plaide contre la définition traditionnelle de la plongée qui est censée écraser les personnages. Comme le prouvent aussi les naïades des chorégraphies de Busby Berkeley, où le cinéaste Lloyd Bacon, pour le film Prologue, perche sa caméra tout en haut du studio et filme pratiquement à la verticale des évolutions aquatiques pleines de vie, de gaieté et de beauté, donnant une image démultipliée de la perfection. ».

## Plongée totale

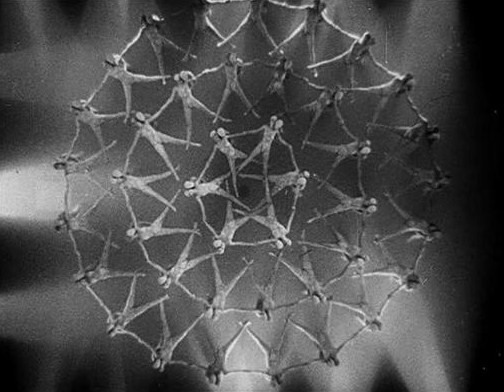
Footlight Parade (1933) de Busby Berkeley, plongée verticale sur des figures de natation synchronisée

La plongée verticale ou plongée totale s'effectue avec un axe de prise de vues à peu près vertical.
Dans les années 1930, le chorégraphe Busby Berkeley filme des grands corps de ballet. On y voit de la plongée à 90° sur le plan d'eau et des nageuses synchronisées. Dans Chantons sous la pluie, « à la fin de la chanson « Beautiful girl », la caméra, installée sur une grue, exécute un travelling avant sur le chanteur entouré de danseuses, et passe au-dessus de lui, en plongée totale à 90°, la caméra s’élève dans les airs, les filles forment comme les pétales d’une fleur, tous regardent la caméra suspendue au-dessus de leur tête ».
Au XXIe siècle dans les prises de vues de compétitions sportives par équipes, une caméra suspendue au-dessus du terrain par des câbles, et mobile, dite caméra tyrolienne, montre ainsi, vus comme sur une carte topographique le placement des joueurs sur le terrain.
La plongée verticale ou« vue d'oiseau », montrant des personnes réduites à une tache sans individualité se désigne parfois comme « le point de vue de Dieu ». Le  critique Jorge Luengo Ruiz a noté que Martin Scorsese l'utilise abondamment. Cet effet d'enfermement, de déshumanisation du groupe se trouve dans l'image de fond du générique du film La Mouche de David Cronenberg. Il se déroule « sur un fond mouvant inidentifiable car il est flou. C’est un grouillement de points colorés, comme une ruche ou une fourmilière. À la fin du générique, le point se fait, le flou disparaît, nous sommes dans une galerie d’art vue en plan général et en plongée. Ce grouillement, ce sont les fourmis humaines qui se pressent pour un vernissage. ».

### Dans les effets spéciaux
La plongée verticale a servi dès les débuts du cinéma pour permettre une séquence où l'action défie les lois de la pesanteur, le spectateur étant censé ignorer qu'on peut placer la caméra dans n'importe quelle position. Ferdinand Zecca tourne en 1902 La Soubrette ingénieuse, dans lequel une jeune servante, chargée d'accrocher des tableaux, a l'idée de grimper à quatre pattes le long des murs pour pendre les cadres. Le truquage est simple. La toile peinte représentant un mur du salon bourgeois, « est couchée à plat sur le sol du studio et la caméra est hissée au-dessus d'elle, filmant en direction du bas [...]  La soubrette joue à genoux sur le décor. Elle peut ainsi faire mine de se mouvoir sur une paroi verticale ». Ce genre de truquage, repris en 1907 par Segundo de Chomón pour Les Kiriki, acrobates japonais, a été plusieurs fois utilisé depuis. Ici, un film non identifié, tourné en 1914, où une sirène nage dans les profondeurs aquatiques.

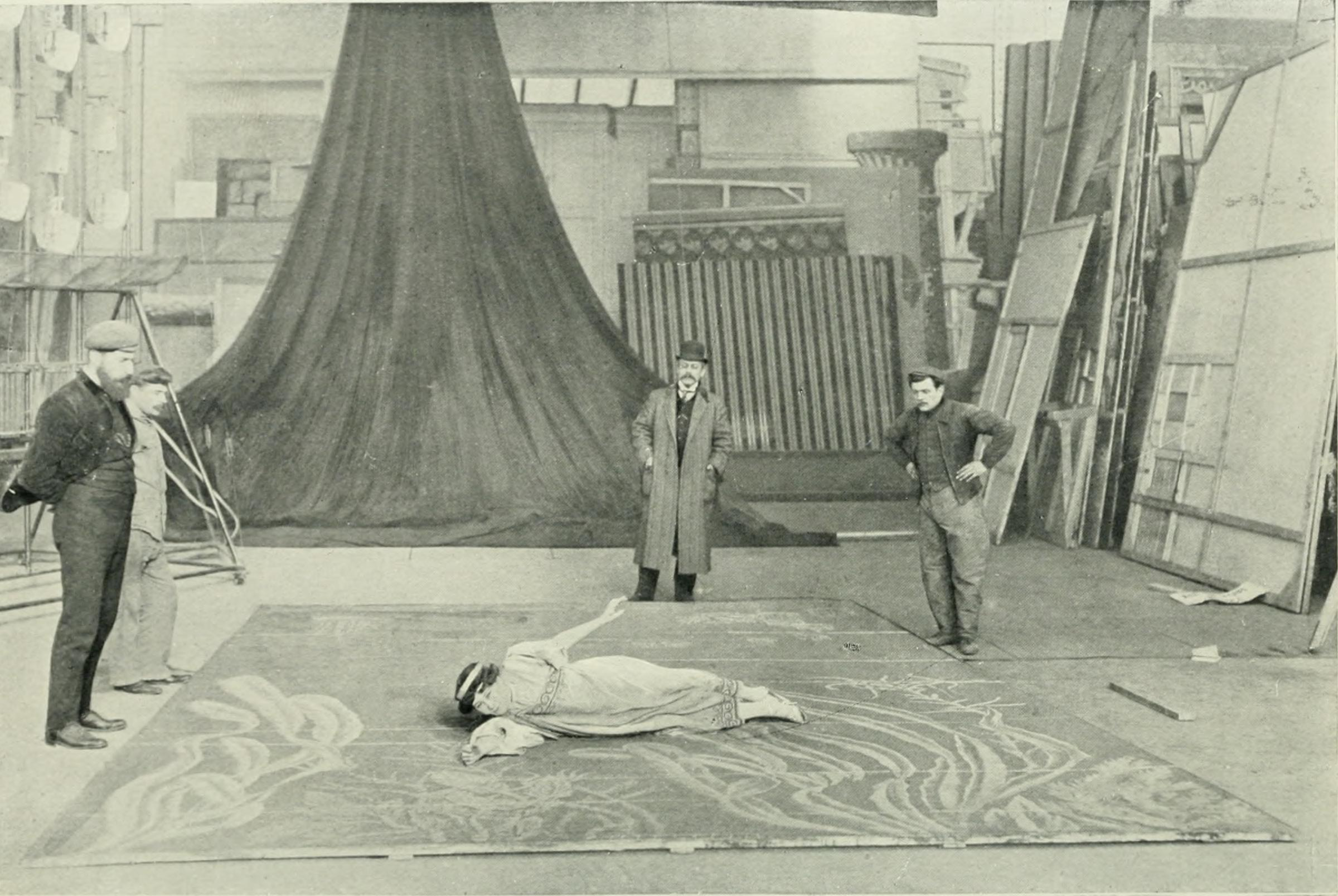
Répétition de la comédienne sur une feuille de décor sous-marin posé à plat. On ne voit pas la caméra, perchée sous le toit.
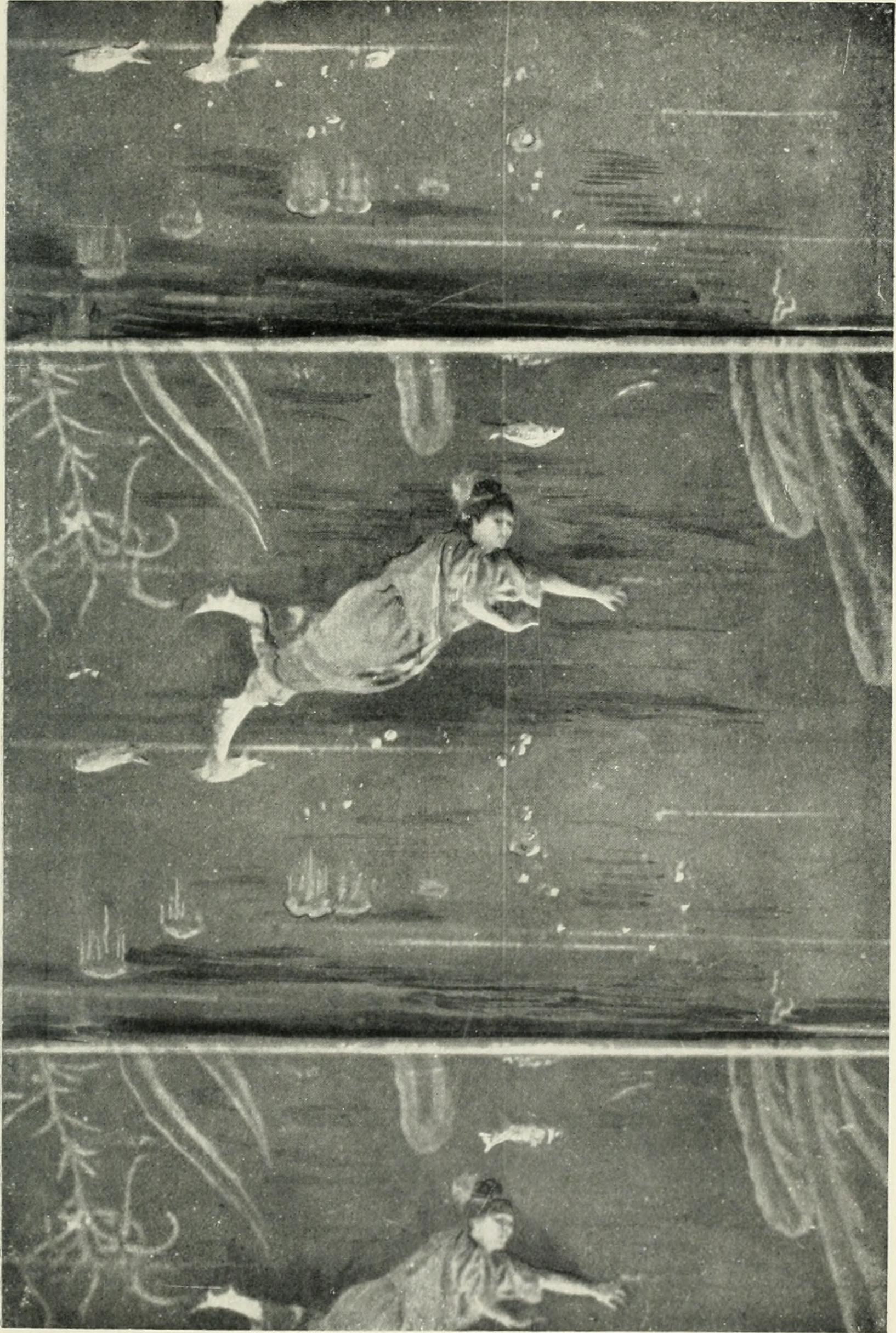
Photogrammes extraits du film montrant le résultat du trucage (la sirène nage !).